# Tomahawk (musikalbum)
Tomahawk är det amerikanska alternativ metal-bandet Tomahawks debutalbum. Albumet är ett så kallat konceptalbum som dokumenterar skeendet i en seriemördares liv genom att ta upp dennes tankar, handlingar och känslor. Skivan släpptes den 30 oktober 2001 av skivbolaget Ipecac Recordings.

## Låtlista
1. "Flashback" – 2:58
2. "101 North" – 5:13
3. "Point and Click" – 3:09
4. "God Hates a Coward" – 2:39
5. "Pop 1" – 3:25
6. "Sweet Smell of Success" – 3:48
7. "Sir Yes Sir" – 2:09
8. "Jockstrap" – 3:51
9. "Cul de Sac" – 1:44
10. "Malocchio" – 2:42
11. "Honeymoon" – 3:07
12. "Laredo" – 4:16
13. "Narcosi" – 2:39

## Medverkande
Tomahawk-medlemmar
- Mike Patton – sång
- Duane Denison – gitarrer
- Kevin Rutmanis – basgitarr
- John Stanier – trummor

Bidragande musiker
- JD Wilkes – munspel (på "Point and Click")

Produktion
- Joe Funderburk – producent, ljudtekniker, ljudmix
- Lynd Ward – omslagsdesign